# Heubachwiesen (COE-029)
Koordinaten: 51° 50′ 35″ N, 7° 6′ 38″ O

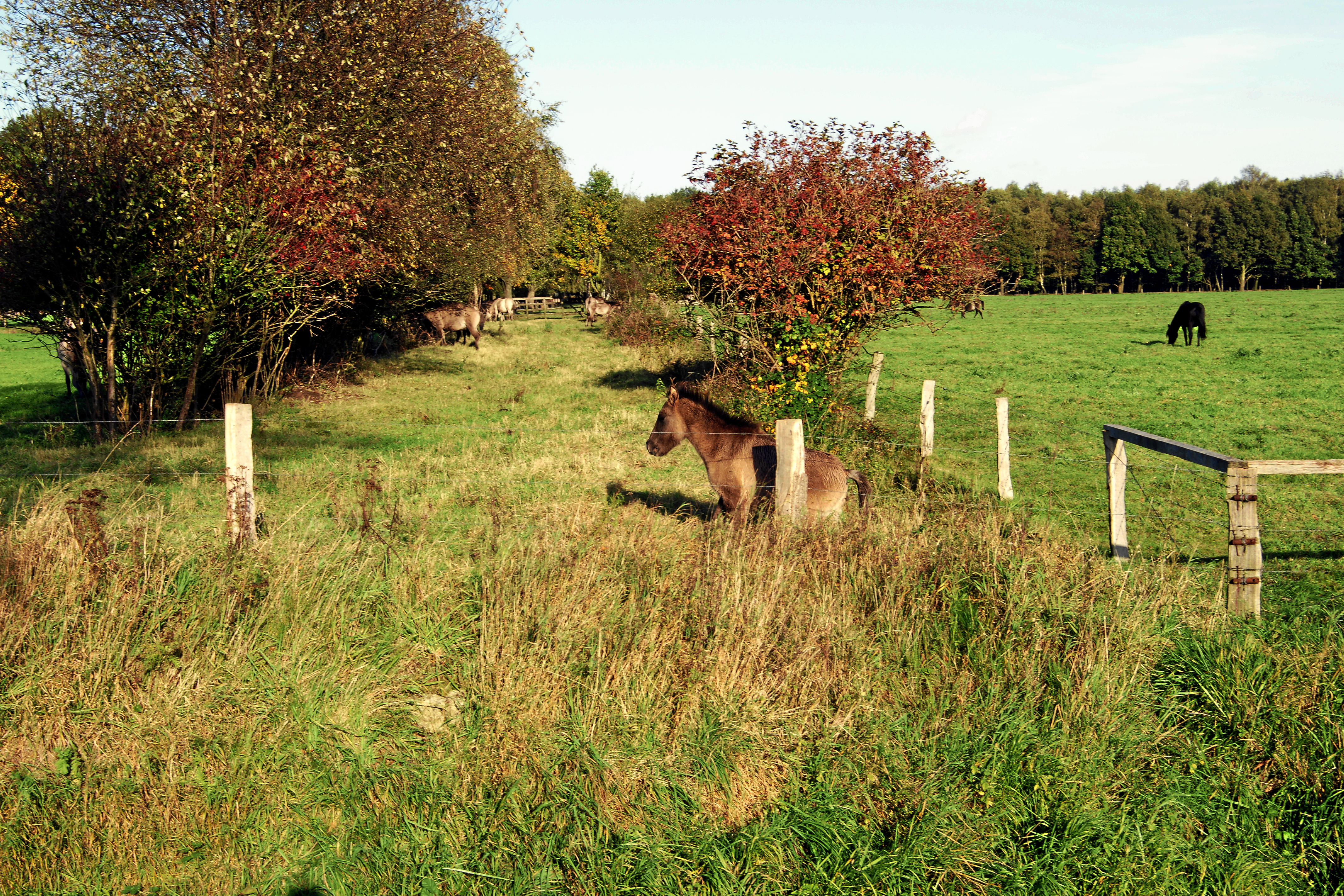
Naturschutzgebiet Heubachwiesen (COE-029) (Oktober 2009)

Das Naturschutzgebiet Heubachwiesen (COE-029) liegt auf dem Gebiet der Stadt Dülmen im Kreis Coesfeld in Nordrhein-Westfalen.
Das 99,03 Hektar große Gebiet, das im Jahr 1982 unter Naturschutz gestellt wurde, erstreckt sich östlich von Maria Veen, einem Ortsteil der Gemeinde Reken. Die Landesstraße 600 verläuft nördlich.

## Bedeutung
Die Unterschutzstellung erfolgt zur Erhaltung, Entwicklung und Wiederherstellung von Lebensgemeinschaften und Lebensstätten von seltenen und zum Teil stark gefährdeten landschaftsraumtypischen Pflanzen- und Tierarten insbesondere von Wat- und Wiesenvögeln, Gänsen, Amphibien und Wirbellosen sowie von seltenen, zum Teil gefährdeten Pflanzen und Pflanzengesellschaften des offenen Wassers und des feuchten bis nassen Grünlandes.
Das Naturschutzgebiet ist Teil des EU-Vogelschutzgebiets „Heubachniederung, Lavesumer Bruch und Borkenberge“.